# Keith Moon
Keith John Moon (sinh ngày 23 tháng 8 năm 1946, mất ngày 7 tháng 9 năm 1978) là một nhạc sĩ người Anh, được biết tới nhiều nhất là tay trống của ban nhạc rock người Anh, The Who. Anh được biết tới nhiều qua cách đánh trống độc đáo và vô cùng mới mẻ, cùng với đó là những tai tiếng đi kèm với việc tự hủy hoại cơ thể, mà từ đó dẫn tới biệt danh "Moon the Loon" ("Moon cẩu thả"). Moon gia nhập The Who vào năm 1964, tham gia vào tất cả các album và đĩa đơn của nhóm từ ca khúc "Zoot Suite" năm 1964 cho tới Who Are You (1978) – album được phát hành chỉ 3 tuần trước cái chết của anh.
Moon có tên trong Đại sảnh Danh vọng Rock and Roll như một trong những tay trống kiệt suất nhất của lịch sử nhạc Rock, và sau đó còn cùng The Who trở thành thành viên ở đây vào năm 1990.
Để tôn vinh Moon trong vai trò thành viên của The Who, một nghệ sĩ solo, một cá tính đặc biệt, độc giả tờ Rolling Stone đã bình chọn anh ở vị trí số 2 trong danh sách Những tay trống vĩ đại nhất vào năm 2011, gần 35 năm sau cái chết của anh.